# Jef Bouwen
Jozef Jaak (Jef) Bouwen (Olen, 14 augustus 1937) is een Belgisch voormalig christendemocratisch politicus voor de CVP. 

## Levensloop
Bouwen woonde na zijn geboorte enkele jaren in Geel, tot hij in 1961 trouwde met een vrouw uit Arendonk. Hij verhuisde naar deze gemeente en engageerde zich er voor verschillende socio-culturele verenigingen. Professioneel was hij 30 jaar onderwijzer aan de voorbereidende afdeling van het Sint-Aloyisiuscollege van Geel.
Bij de gemeenteraadsverkiezingen van 1970 kwam hij op voor de CVP. Hij werd verkozen en benoemd tot voorzitter van de raad van de Commissie van Openbare Onderstand (COO). Na de gemeenteraadsverkiezingen van 1976 werd hij burgemeester van Arendonk. Traditiegetrouw werd de nieuwe burgervader ingehuldigd met een feestelijke parade waaraan zowat alle Arendonkse verenigingen deelnamen.
Om persoonlijke redenen kwam hij niet op bij de gemeenteraadsverkiezingen van 1982. Als burgervader werd hij opgevolgd door partijgenoot Karel Van Gool. Van 1989 tot 2000 was Bouwen een tweede keer burgemeester van de gemeente, Van Gool zette een stap terug en werd schepen. In 2001 nam Jef Bouwen afscheid van de politiek en werd als burgemeester opgevolgd door schepen Ernest Buijs.
Op het einde van zijn ambtstermijn ontving Bouwen de titel van ere-burgemeester. Bouwen heeft drie kinderen. Zijn zoon Luc is sinds 2001 schepen van Arendonk.